# Unterzentrum
Unterzentrum (podcentrum) je německý pojem označující centrální bod nejnižšího stupně v systému centrálních míst v územním plánování a hospodářské geografii. Untercentrum má stejné úkoly a zázemí základních služeb jako Kleinzetrum (malocentrum). Mělo by mít, ale lepší zázemí a větší rozmanitost zařízení základních služeb např.
- základní školu a Hauptschule (jedna z možností sekundárního stupně v německém vzdělávacím systému)
- sportovní zázemí
- několik lékařských ordinací (zubař)
- firmy poskytující pracovní místa
- obecní majetek
- poštu
- banku
- lékárnu
- obchody uspokující základní potřeby (supermarket, čerpací stanice atd.)

Další spotřební zboží a služby jsou poskytovány v nejbližším Mittelzentrum (centru střední úrovně), specializované zboží a služby jsou zajišťovány v nejbližším Oberzentrum (centru nejvyšší úrovně).